# Чикичей
Чикичей — село в Сретенском районе Забайкальского края России. Административный центр сельского поселения «Чикичейское».

## География
Село находится в юго-западной части района, на берегах реки Матакан, на расстоянии примерно 18 километров (по прямой) к северо-западу от города Сретенска. Абсолютная высота — 620 метров над уровнем моря.
Климат
Климат характеризуется как резко континентальный с продолжительной холодной малоснежной зимой и коротким тёплым летом. Среднегодовая температура воздуха составляет −5,3 — +3 °С. Средняя многолетняя температура самого холодного месяца (января) составляет −28 — −24 °С (абсолютный минимум — −55 °С), температура самого тёплого (июля) — 16 — 19 °С (абсолютный максимум — 40 °С). Безморозный период длится в течение 80 — 100 дней. Среднегодовое количество осадков — 350—400 мм.
Часовой пояс
Село Чикичей находится в часовой зоне МСК+6. Смещение применяемого времени относительно UTC составляет +9:00.

## Население
| 2002 | 2010 | 2021 |
| ---- | ---- | ---- |
| 482  | ↘307 | ↘213 |

Половой состав
По данным Всероссийской переписи населения 2010 года в гендерной структуре населения мужчины составляли 49,8 %, женщины — соответственно 50,2 %.
Национальный состав
Согласно результатам переписи 2002 года, в национальной структуре населения русские составляли 98 % из 482 чел.

## Инфраструктура
В селе функционируют средняя школа, детский сад, Дом культуры и фельдшерский пункт.